# Поперечнополосатая воротниковая акула
Поперечнополосатая воротниковая акула (лат. Parascyllium collare) — вид рода воротниковых акул одноимённого семейства отряда воббегонгообразных. Обитает в юго-западной части Тихого океана на глубине до 160 м. Максимальный зарегистрированный размер 87 см. Размножается яйцеживорождением. Не является объектом коммерческого промысла.

## Таксономия
Впервые вид научно описан в 1888 году. Голотип представляет собой взрослого самца, пойманного в 1888 году у берегов Нового Южного Уэльса (33°51' ю.ш. 151°17' в.д.) на глубине 128 м. Видовой эпитет происходит от слова лат. collare — «ожерелье».

## Ареал
Поперечнополосатые воротниковые акулы в юго-западной части Тихого океана. Они являются эндемиками умеренных и субтропических вод восточного побережья Австралии (Новый Южный Уэльс, Квинсленд и Виктория) и встречаются у дна вдоль континентального шельфа на глубине от 20 до 160, обычно между 55 и 128 м.

## Описание
У поперечнополосатых воротниковых акул тонкое удлинённое тело и короткое рыло. Основание первого спинного плавника расположено позади свободного кончика брюшных плавников. Рот расположен перед глазами, имеются узкие назальные борозды, ноздри окружены складками. Щелевидные глаза вытянуты по горизонтали. Позади глаз имеются крошечные брызгальца. Спинные плавники одинакового размера, шипы у их основания отсутствуют. Грудные плавники небольшие и закруглённые. Анальный плавник меньше второго спинного плавника. Его основание расположено перед основанием второго спинного плавника. Хвостовой плавник асимметричный, у края верхней лопасти имеется вентральная выемка. Нижняя лопасть отсутствует. Вокруг жаберной зоны имеется характерное тёмное «ожерелье». Тело, хвост и хвостовой плавник покрывают 6—8 хаотичных седловидных отметин. По телу и плавникам, за исключением грудных, разбросаны крупные тёмные пятна. Основная окраска от светло-жёлтого до красновато-коричневого цвета.

## Биология
Поперечнополосатые воротниковые акулы размножаются яйцеживорождением. Самцы и самки достигают половой зрелости при длине 80—85 см и 85—87 см. 

## Взаимодействие с человеком
Эти акулы не являются объектом коммерческого промысла. В качестве прилова, возможно, попадают в рыболовные сети. Пойманных акул, скорее всего, выбрасывают за борт. Уровень выживаемости при этом, видимо, высокий. Данных для оценки Международным союзом охраны природы статуса сохранности вида недостаточно. 